# 福建料理
福建料理（ふっけんりょうり、中国語: 福建菜; 拼音: Fújiàncài、＜フージェンツァイ＞）または閩菜（中国語: 闽菜; 拼音: Mǐncài、＜ミンツァイ＞）は、中華人民共和国福建省を中心に食べられている郷土料理。中国料理の八大料理のひとつに挙げられ、広義には台湾料理、海南料理などを含む。

## 範囲
福建料理という言葉は、狭義には、福建省内の地方料理群を指す。福建省西部（閩西）では主に客家料理が食べられており、これも狭義の福建料理に含めることが多いが、分けて考えることもできる。
広義には、上記の福建省の料理のほか、台湾の台湾料理、海南省の海南料理を含めた、類似する風味や特色を持つ料理群を指す。八大料理でいう福建料理は広義で使われている。通常、八大料理の広東料理に含められている広東省東部の潮州料理や、西部の雷州半島の料理も福建料理と共通する特徴を持つものが多く、これらも基準によっては広義の福建料理に含めることもできる。

## 特徴
中国の東南部に位置する福建省は、台湾海峡をはさんで台湾と向かい合っており、海岸線も長く、入り組んだ半島、島も多く、漁業も盛んであるが、全体的には平地が少なく、山がちな土地柄である。このため、海に面した地区では海産物を多用するが、山間地域では、山で採れる筍、キノコや野生動物、川魚、カエルなどの淡水産の食材を使う特徴があり、地区ごとの差が大きい。
福建省西部（閩西）の客家料理を除いた、広義の福建料理では、全体的に次のような特徴がある。
- 出汁には干したカキ（「淡菜」）やアゲマキガイや魚などの乾物をよく使う。
- 調味に紅麹、酒粕、魚醤、黒酢を使用する場合がある。
- 塩味は控えめで、淡白な味付けか、砂糖による甘い味付けのものが多い。
- ニンニクを多用して、香りを付ける。
- スープを重視し、「百湯百味」と称されるように、さまざまな味、材料を用い、澄まし汁のようにあっさりしたものだけでなく、白濁させたもの、煮込んだものなど種類も多く、宴会では何種類も用意する。
- 炒め物と煮物が多く、鮮魚や蟹は蒸し物にもする。
- 米の文化圏にあり、さまざまな加工品を用いるが、東部では小麦粉の料理も多い。
- 米の粉、サツマイモの粉、タロイモを加工したどろどろした料理がある。
- 「刀工」といわれる中華包丁の使い方が巧みである。髪の毛のような細切りや、紙のような薄切りをするとも評される。

これに対して、福建省西部（閩西）の客家料理は、米の文化圏であり、さまざまな加工品を用いることは同じであるが、小麦粉料理は少なく、味付けは比較的塩辛く、トウガラシなどの辛味を加えるなどの風味の違いがある。トウガラシは福建省中部（閩中）の三明地区などでも多用される。
広義の福建料理に含まれる、台湾料理は、上記の福建省の料理と共通する特徴を持ちながら、鰹節や味噌などの和食の調味料やエシャロット、バジルなどの海外の食材を取り入れて、より複雑な味を持つこと、海南料理は、椰子の風味や魚醤を多用することなどの差異がある。
福建省東部の福清市には日本の黄檗山萬福寺の普茶料理のもとになった黄檗寺があるほか、福州市郊外の鼓山には涌泉寺、南部の厦門市には南普陀寺、泉州市には開元寺という大きな寺院があり、これらの寺院で供される福建風の精進料理も有名である。これらの寺院ではシイタケを主な出汁の材料とし、タケノコ、キクラゲなどのキノコ、生麩、豆腐などを素材としてよく用いる。
なお、福建省は武夷岩茶や鉄観音などのウーロン茶や、ラプサンスーチョンなどの紅茶を中心とした茶葉の産地であり、喫茶の文化も根付いているが、茶請けは通常落雁、貢糖、米老などの菓子やドライフルーツ、ナッツの類に限ることが多く、広東省の飲茶のような点心をいっしょに食べる文化は広がっていない。

## 歴史
福建省は、もともと閩越族が住んでいた地域と言われ、秦代以降に兵士や役人などの中原地方の漢族が移住し、混合文化を形成した場所と考えられている。
唐の徐堅が著した『初学記』は漢の王粲の『七釈』を引用して「西旅游梁，御宿素粲。瓜州紅麹，参糅相半，軟化膏潤，入口流散。」と記しており、当時西域や中原地方で用いられていた調味料の紅麹が移民とともに福州に伝えられ、「紅糟羊」、「紅糟魚」など、現在も作られている料理につながっているといわれる。
福州には琉球館が設けられ、琉球王国の役人が駐在するなど、日本などの海外との交流の歴史も長く、沖縄県の沖縄料理や長崎県の卓袱料理、普茶料理にも大きな影響を与えている。
また、南部の泉州も、海のシルクロードと呼ばれる東南アジア、南アジア、西アジアとの交易を通じて発展した都市であり、ケチャップの語源と言われる魚醤や、ナマコなどの乾物など、食材の交易もここを通して行われることが多かった。
逆に、東南アジアのマレーシア、インドネシア、シンガポールなどに移住した華僑の故郷である福建省には、これらの地域からサテソース、サンバルソースなどの新しい風味を持ち帰り、福建料理に新しい味をもたらしてもいる。なかでもサテソースは沙茶醤として現地化し、広く用いられている。

## 下位分類
狭義の福建料理である福建省内の料理は、北、南、西の各地区で食べられている福州料理（閩北料理）、閩南料理、閩西料理に大きく分類されることが多い。
広義の福建料理はさらに台湾料理、海南料理も含まれるが、これらについてはそれぞれの項目を参照のこと。

### 福州料理（閩北料理）

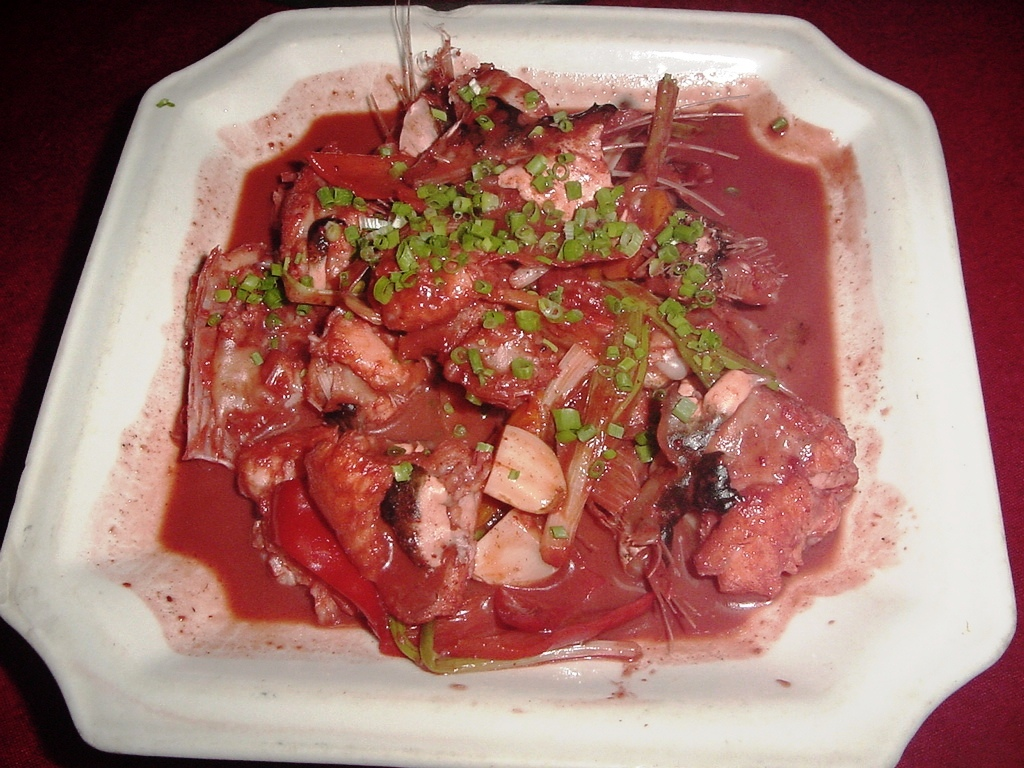
福州料理のアンコウ類の紅麹煮

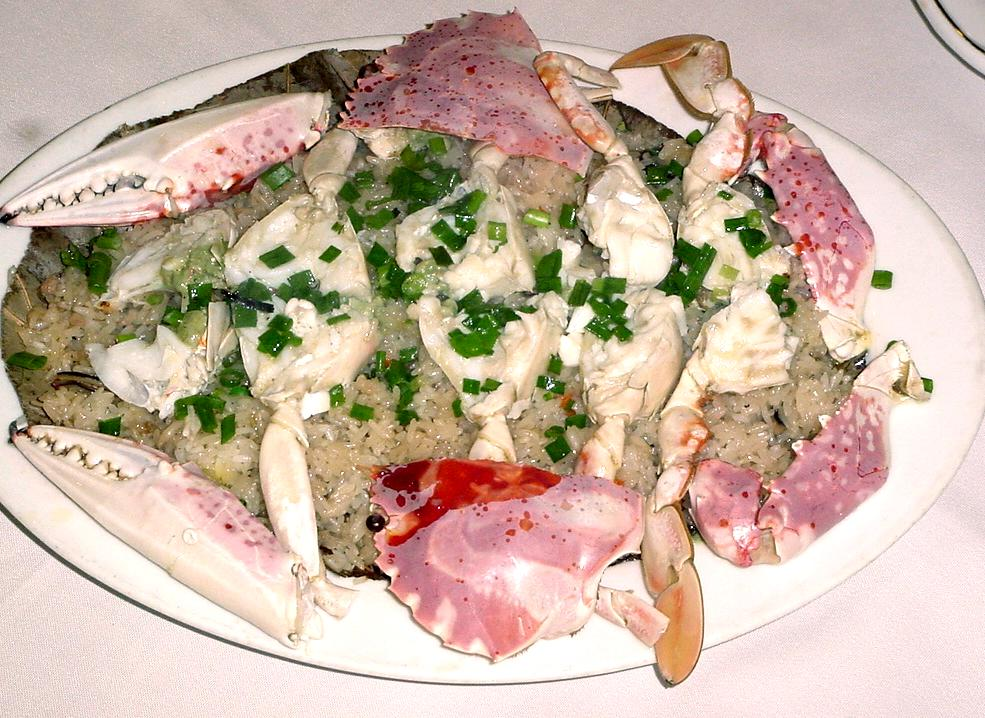
福州料理のシマイシガニの蟳飯

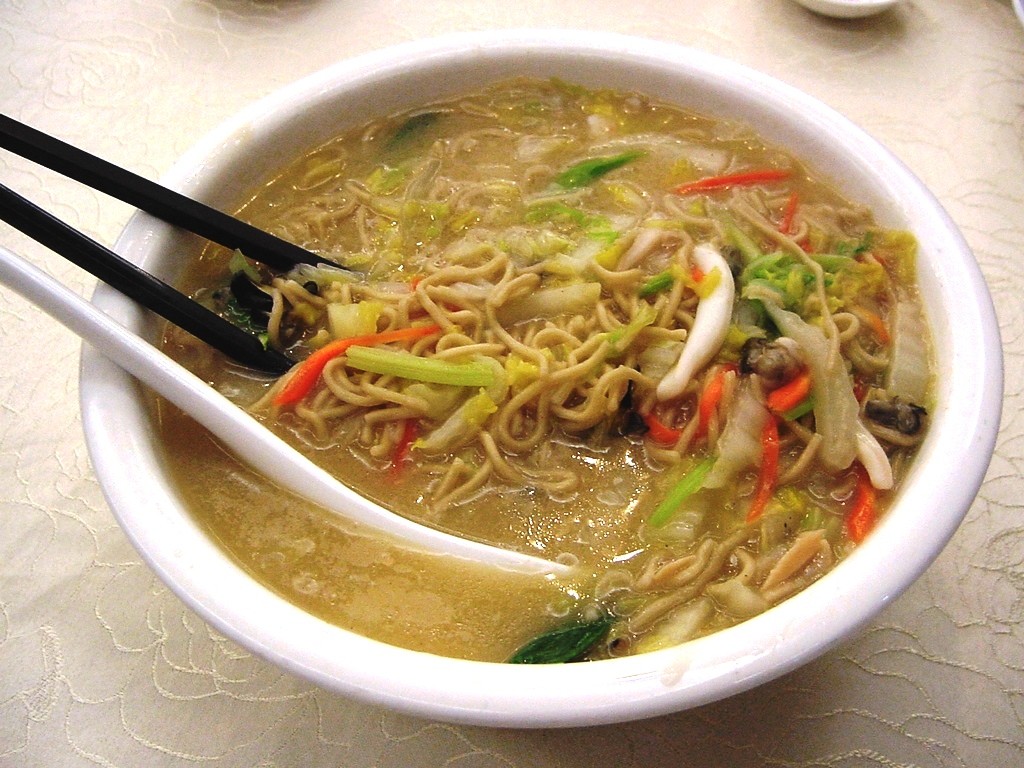
福清料理の海鮮燜麺

福州料理（福州菜 フージョウツァイ Fúzhōu cài）は、閩北料理（閩北菜 ミンペイツァイ Mǐnběi cài）とも呼ばれる。この場合の閩北は、福建省を閩南、閩北、閩西の3つに分けた場合の言い方である。福建省を閩東、閩西、閩南、閩北、閩中の5つに分けた場合、省都の福州は、閩東と呼ばれる地域の中心であるが、これに閩北、閩中の部分を合わせた地域に相当する。閩東は海に近く、海産物も利用するが、閩北、閩中では干物などの利用に限られ、主に山の素材を利用するなどの差異があり、閩中では付け合せにトウガラシをよく利用するなどの風味の違いもあるため、さらに細分することも可能である。
日本に出身者が多く来ている福清市を含めて、福州市周辺の料理の特徴として下記がある。
- 海に近い地域が多いため、乾物を出汁に使ったり、あっさりした味のスープや蒸し料理をよく食べる。
- 他方、砂糖、酢、「紅糟」と呼ばれる紅麹の酒かす、福建老酒などを使って、臭みを消したり、甘み、酸味のある複雑な味を出す。
- トマトケチャップやサテソース、練りわさびなど、海外の調味料も取り入れている。
- 粕漬けにしたナガニシ、ワタリガニ類、鶏肉などの料理がある。

主な料理
- 仏跳墻 - 各種の干物を壷に入れて、長時間蒸し上げた濃厚なスープ。
- 鶏湯海蚌 - ハマグリのチキンスープ仕立て。
- 雑燴湯（雜共） - 白濁するほどのごった煮スープ
- 茘枝肉 - トマトケチャップ味の豚肉のレイシ風
- 酔排骨 - 酢豚に似た豚スペアリブの料理。
- 蟳飯（蠘飯） - 蟹おこわ。ぶつ切りにしたワタリガニ類を載せて蒸す。
- 肉燕 - 豚肉を練りこんだ皮で作るワンタン。
- 太平燕 - 豚肉を練りこんだ皮のワンタン（肉燕）とアヒルの卵のスープ
- 包心魚丸 - 内側に肉団子を入れた白いつみれ。
- 淡糟螺片 - テングニシの赤粕漬け。
- 紅糟羊 - ヤギの紅麹煮。
- 酔糟鶏 - 鶏の赤粕漬け。
- 鶏湯汆海蚌 - 鶏、豚、牛肉の出汁を使うハマグリスープ。
- 老番鴨湯 - バリケンのスープ。
- 鼎辺糊 - 野菜や干しえび入りの米のワンタン皮の様なスープ
- 燜麺 - 福清名物の海鮮や豚肉で取った白濁スープで煮込んだ小麦粉製の麺。長崎ちゃんぽんのルーツと考えられる。
- 芋泥 - タロイモをペースト状にした熱く甘いデザート。太極（陰陽魚）模様にするものもある。
- 千頁糕 - 福州名物の10層ほどに油を塗った生地を重ねて蒸した菓子。味和のものが著名。
- 撈興化粉 - 莆田名物の豚のレバー、血、腸などを入れたライスヌードル料理。
- 薄荷香糕 - 莆田名物の薄荷餅。
- 肉熗 - 莆田名物の、でん粉を絡めた豆腐団子と豚肉のスープ。

#### 沙県小吃

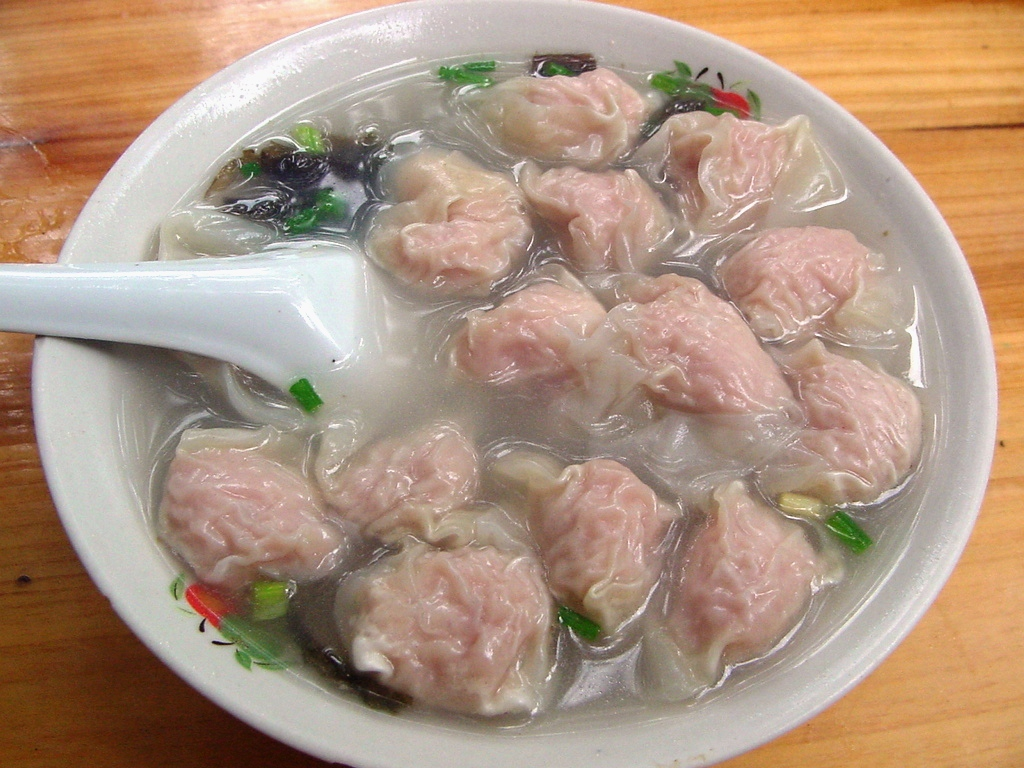
沙県の扁肉

沙県は、福建省中部（閩中）の三明市に属す小都市であるが、「扁肉」とよばれる小ぶりなワンタンや「焼麦」（シューマイ）を中心にした「小吃」で中国では全国的に有名な場所となっている。コメ、小麦粉、タロイモなどのでんぷんや豆腐などの主原料の違いや、包む材料の違い、成型方法、加熱法の違い、味付けの違いなどで200種以上の「小吃」があるともいわれる。沙県の中心部には小吃街と呼ばれる横丁もあるが、有名店は県城の中に散在している。これらの店では出す料理が専門化しているので、多様で美味な小吃を賞味するには、ホテルの「小吃宴」などと称するコース料理を選ぶほうが手っ取り早い。他に、「煨豆腐」と呼ばれるあぶり焼き豆腐や、江西料理の「瓦罐湯」と似た「燉罐」という壷蒸しスープ、塩漬けにして干したアヒルなどがある。沙県では、生の辛く赤いトウガラシを刻んで入れることも好まれる。

#### 邵武小吃
福建省北部（閩北）の南平市に属する邵武市にも名物小吃がある。
- 脚跟糍 - 水に浸した米をすって、鍋で煮て濃い糊を作り、草木灰を使ったかん水を加えて、風呂桶型に整形し、豚の三枚肉を載せて蒸籠で蒸した料理。唐辛子だれで食べる。
- 包糍 - 上記と同様の米の糊に「水曲」という草をすりつぶして加え、薄くのばして皮とする蒸し餃子の一種。

### 閩南料理

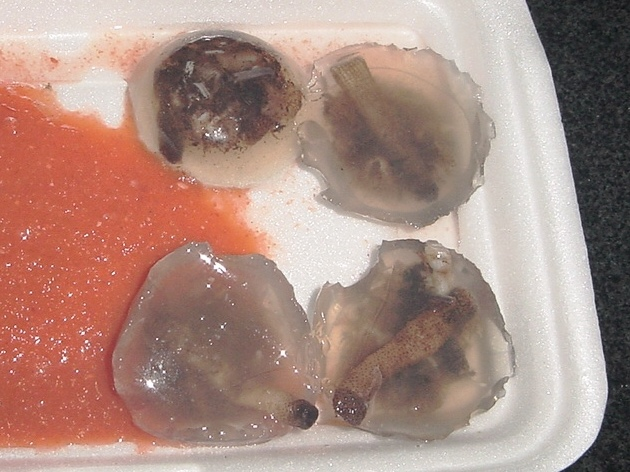
厦門の食堂の土筍凍

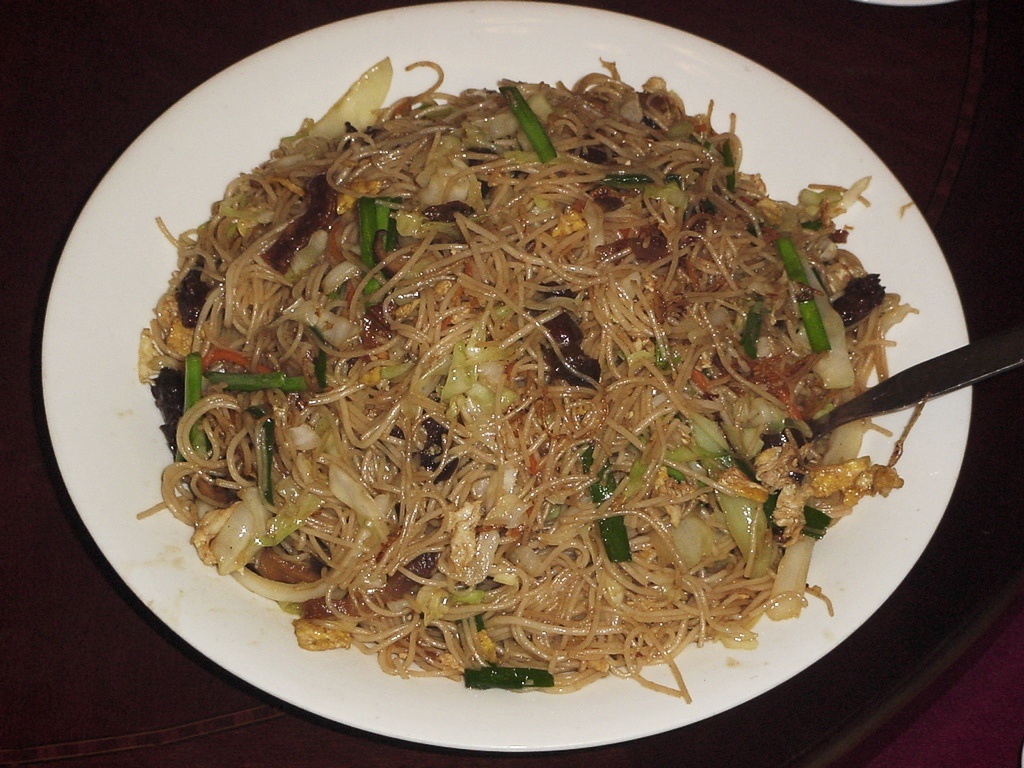
厦門のレストランの炒米粉

福建省南部のアモイ市、泉州市、漳州市を中心とした沿岸地域の料理。海産物のうまみを生かしたあっさりしたスープに、トウガラシやニンニクの風味を加えて変化を持たしている。台湾料理と共通点が多い。東南アジアのマレーシア、インドネシア、シンガポールなどに移住した華僑の故郷である福建省南部には、これらの地域からサテソース、サンバルソースなどの新しい味ももたらされ、沙茶醤として根付き、厦門のサテ麺（沙茶麺）などの名物料理ができている。
　広東省の潮州と同じく米の粥をよく食べ、草魚の魚粥などの専門店も多い。
　アモイには南普陀寺があり、また、台湾からの来訪者も多いため、福建省南部の都市には精進料理専門店も少なくない。
主な料理
- 海蠣煎 - カキの卵焼き。台湾のものよりも大きく、しっかりした焼き上がりで、たれをかけない。
- 東譬龍珠 - リュウガンの果肉を包んだ肉の煮物。
- 炒沙茶牛肉 - 牛肉のサテソース炒め。
- 葱焼蹄筋 - 豚のアキレス腱とネギの煮物。
- 鹹飯 - 鶏肉または豚肉、椎茸、ピーナッツなどを入れる混ぜご飯。
- 米糕 - おこわの湯葉包み。
- 葱糕 - 塩味の碗入りういろうに甘辛いたれを掛けたもの。
- 大肉粽 - 泉州名物の大きな肉ちまき。
- 泉州菜包 - 泉州市恵安県の切り干し大根、桜えび、ニンニクの芽入り蒸し団子。
- 洪瀬鶏爪 - 泉州市南安市洪瀬鎮名物のニワトリのもみじ(足)の煮物。
- 崇武魚巻 - 泉州市恵安県崇武鎮名物の魚肉練り製品の蒸し物。
- 炒米粉 - 焼きビーフン。ニラ、キャベツ、豚肉、干しエビ、鶏卵などをよく使う。
- 土筍凍 - 晋江市、アモイ市名物の星口動物サメハダホシムシ類の煮こごり。
- 牛肉麺 - 晋江市の名物。煮込んだ牛肉だけでなく、モツもいっしょに乗せることが多い。
- 花生湯、長生果湯 - アモイ市名物のラッカセイの汁粉。中山路の黄則和花生湯店のものが著名だが、南普陀寺の精進料理のひとつ[2]。
- 封肉 - 豚の三枚肉のかたまりを煮込んだアモイ市同安区の名物料理。
- 沙茶麺 - アモイのサテ風味の汁麺。エビ、イカ、腸などを好みでトッピングする。
- 蝦麺 - アモイのエビ風味の汁麺。エビ以外のものも好みでトッピングする。
- 乾拌麺 - 漳州市のゴマだれ和え麺。もつ煮などを好みでトッピングする。
- 鹵麺 - 漳州名物の煮込み麺。もつ煮などをトッピングする。米食地域において、唐代に華北から派遣された兵士が祝日や行事の際に食べた[3]。
- 鴨麺 - 漳州名物のローストしたアヒル入り肉の麺。もつ、煮卵、豆腐などトッピング可能。
- 手抓麺、豆乾麺份 - 漳州名物の板状に焼き固めた麺にたれを塗り、具をくるんで食べる料理。
- 猫仔粥 - 漳州名物の豚肉、レバー、エビ、草魚、するめ、牡蠣、椎茸、ネギなどを入れた粥。猫まんまの様な呼び方であって、ネコ肉は使わない。
- 炸五香 - 竜海市石碼鎮名物の、五香風味の豚肉、野菜を湯葉で巻き、油で揚げたもの。
- 江東鱸魚燉姜絲 - 竜海市江東鎮名物のスズキの生姜風味スープ。

### 閩西料理

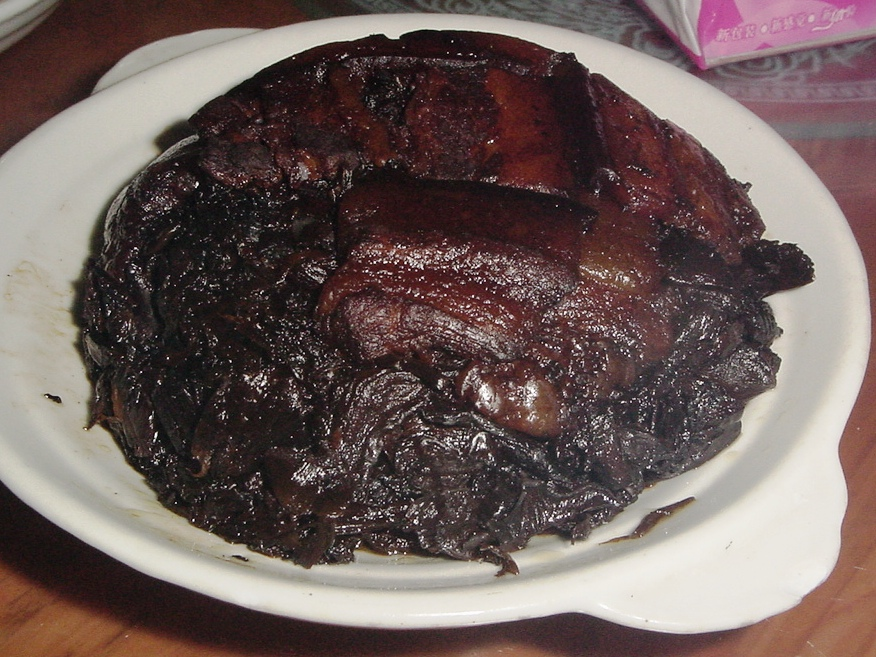
永定県の菜干扣肉

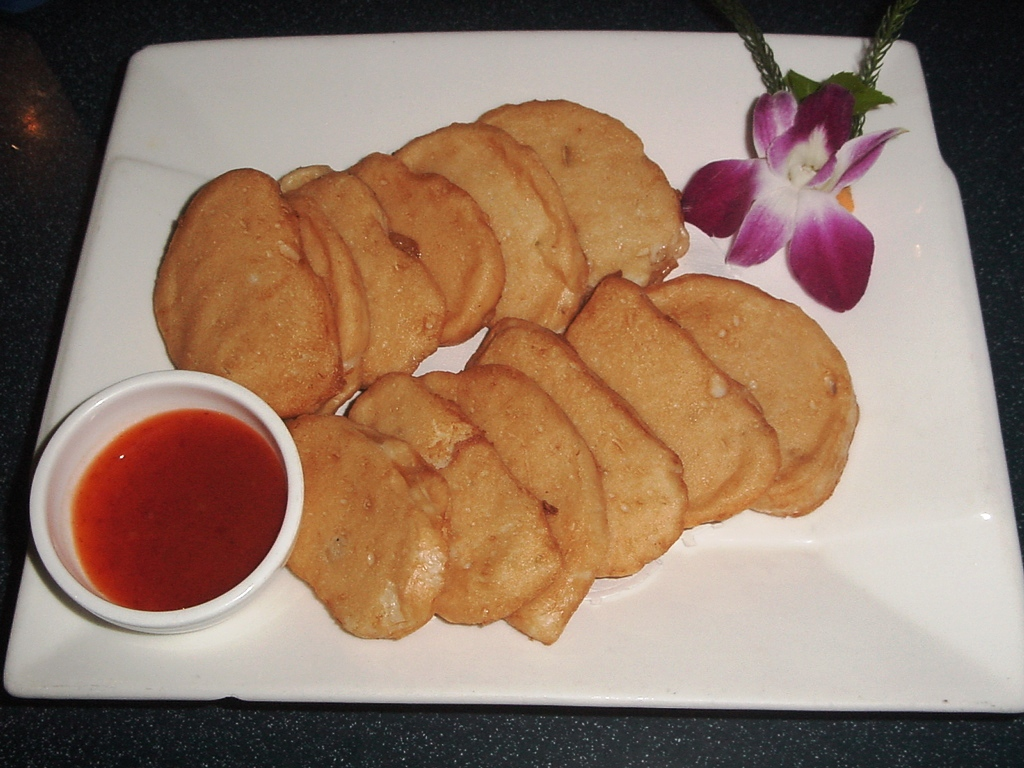
上杭魚白（揚げはんぺん）

閩西料理（閩西菜）は、福建省西部の竜岩周辺の地域で食べられている客家料理の一種。閩南地方の漳州市に属す華安県や南靖県でも閩西料理の系統が食べられている。広東省東部、江西省南部、台湾など、他の地域の客家料理と同じく、米を加工した各種の主食があり、山の幸を取り入れ、乾物を多用する素朴な料理である。
しかし、福州料理や閩南料理の影響を受けた料理があり、寧化県と清流県にはソウギョの刺身があるなど、他の地域の客家料理と異なる地域性もある。味付けは、一般に塩味が強く、味は濃い目で、トウガラシで辛味もつける。
主な料理
- 菜干扣肉 - セリホン（カラシナ類）の干し菜と豚三枚肉の蒸し物。東江料理の「梅菜扣肉」。
- 紅燜狗肉 - イヌ肉の醤油煮。
- 白斬狗肉 - イヌ肉の蒸し物。
- 九門頭（涮九品） - ハチノスや腸などの牛モツのしゃぶしゃぶ。連城県の名物料理。
- 紅菇燉排骨 - ベニタケ類(Russula vinosa)とスペアリブのスープ。
- 姜鶏 - 鶏肉の生姜蒸し。
- 草魚生 - 寧化県、清流県のソウギョの刺身。
- 韭菜包 - ニラ饅頭。米の粉をこねた生地で、刻んだニラや干し肉を包む。
- 白斬河田鶏 - 長汀県の河田鶏の蒸し鶏。塩だれをつけて食べる。
- 金絲豆腐干 - 汀州の押し豆腐とシイタケとタケノコの細切りの炒め物。
- 大卷 - つぶした豆腐にダイコン、豚肉、タケノコを刻んで入れ、サツマイモの粉を加えて筒状に成形し、蒸籠で蒸す料理。切って、ゴマ油や醤油をつけて食べる。
- 長汀鶏腸麺 - 手延べうどん。ウイグル料理のラグマンと同じく、1本の長い麺を手でのばしながら茹でる。
- 爆炒地猴 - ハタネズミ類の薫製と干しタケノコの炒め物。「田鼠干」とも呼ばれる素材に豚肉も加えてニンニク風味で炒める事が多い。
- 金絲豆腐干 - 干し豆腐とシイタケとタケノコの細切りの炒め物。
- 油燜石鱗 - スピノーザトゲガエルの揚げ蒸し。
- 上杭魚白 - 上杭県の淡水魚のはんぺん。油で揚げたり、「燒魚白」として煮たりして食べる。
- 泡鴨爪 - 永定区下洋名物のアヒルの水かきをゆでて酸味のある付け汁に漬けたもの。
- 永定牛肉丸 - 永定区の牛肉団子。
- 仙人粄 - 仙草ゼリー。
- 発粄 - 蒸かし餅。赤く染めた粳米の粉を茶碗で蒸す。

## 他地方での普及と影響
広義の福建料理は、広東省東部と西南部、海南省と台湾にも広がる広範囲で食べられているが、これらの地域以外に関しては、さほど普及しておらず、北京、上海などの大都市には専門店が多少ある程度にとどまる。ただし、福建省中部の沙県の小吃（点心）を出す小規模店だけは県政府のバックアップもあって、フランチャイズで中国各地に広く分布しており、東京にも店舗がある。
海外では東南アジアの華僑、華人の間でも広く福建料理が浸透している。
日本においては、長崎市や熊本市において福建省からの華僑が中華料理店を開き、チャンポン、皿うどん、太平燕といった大衆的な料理を生み出した経緯がある。普茶料理、卓袱料理といった、手の込んだもてなし料理も日本に伝えられ、アレンジされながらも、伝えられている。また、福州を通じてつながりが深かった琉球王朝は、福建風の料理、菓子、デザートなども取り入れ、今日の沖縄料理のバラエティのひとつとなっている。